# 2016年リオデジャネイロパラリンピックの難民選手団
2016年リオデジャネイロパラリンピックの難民選手団（2016ねんリオデジャネイロパラリンピックのなんみんせんしゅだん）は、2016年9月7日から9月18日までブラジルのリオデジャネイロで開催された2016年リオデジャネイロパラリンピックに出場した難民の選手団である。
直前に行われた2016年リオデジャネイロオリンピックで難民選手団が初めて出場したことに続き、オリンピック終了後の8月26日に国際パラリンピック委員会が選手団2選手の情報を発表した。

## 選手団
| 選手                       | 性別 | 出身国 | 居住国         | 競技         | 種目                 | クラス | 結果     | 出典        |
| -------------------------- | ---- | ------ | -------------- | ------------ | -------------------- | ------ | -------- | ----------- |
| イブラヒム・アル・フセイン | 男   | シリア | ギリシャ       | パラ競泳     | 50m自由形 100m自由形 | S9     | 予選敗退 | [ 2 ] [ 3 ] |
| シャハラッド・ナサジプール | 男   | イラン | アメリカ合衆国 | パラ陸上競技 | 円盤投               | F37    | 11位     | [ 4 ]       |